# محمود النجار (شاعر)
محمود النجار هو شاعر فلسطيني من مواليد 1958م في قرية الجورة.

## الحياة العلمية
خريج الجامعة الأردنية، كلية الآداب، قسم اللغة العربية 1983.

## العضويات
- رئيس منظمة شعراء بلا حدود ومؤسسها.
- رئيس تحرير مجلة نوارس الشعرية.
- المدير العام لـ (بلا حدود للطباعة والنشر).
- عضو الاتحاد العربي لحماية حقوق الملكية الفكرية.

## الأعمال
- ديوان مرايا الروح
- اشتعال لانطفاء أخير
- حروف من رصاص
- ديوان شعر للفتيان
- لما طغى اللهيب